# 筒井駅 (青森県)
筒井駅（つついえき）は、青森県青森市筒井三丁目にある、青い森鉄道青い森鉄道線の駅である。副駅名は「青森高校前」。

## 歴史
当駅は東青森 - 青森間に位置する。東北本線が東日本旅客鉄道（JR東日本）から青い森鉄道に移管後、初めて開業した駅である。当駅の設置目的は、青い森鉄道線の運賃収入の多くを占める通勤・通学利用を促進するためである。当駅の設置工事は2012年（平成24年）6月下旬に始まり、翌年10月まで続いた。総事業費は約7億円を見込み、国・青森県・青森市が3分の1ずつを負担している。建設当初は「筒井新駅（つついしんえき）」の仮称で呼ばれていたが、2013年（平成25年）6月に正式名称として「筒井駅」に決定した。

### 年表
- 2012年（平成24年）6月25日：着工[5]。
- 2013年（平成25年）6月27日：駅名を筒井駅に決定[6][7]。
- 2014年（平成26年）3月15日：開業[1]。
- 2021年（令和3年）3月13日：ダイヤ改正に伴い、快速「しもきた」の乗り入れを取りやめ。

## 駅構造
相対式ホーム2面2線を有する地上駅。ホームは高さ7mのところにあり、ホーム有効長は約90m（列車4両分）で一部屋根を設ける。無人駅で青森駅が管理している。階段のほかエレベーターも整備し、1階に自動券売機を備えた待合室を設置。
基本構造は2011年（平成23年）に移転改築した野内駅とほぼ同構造となっている。
また、朝のラッシュ時は係員が配置され、集札や除雪、清掃業務を行っている。
夕方の青森方面の一部列車は全ドア扱いを行う。（信用乗車方式）

### のりば
| 番線 | 路線          | 方向 | 行先           |
| ---- | ------------- | ---- | -------------- |
| 1    | ■青い森鉄道線 | 上り | 八戸・目時方面 |
| 2    | ■青い森鉄道線 | 下り | 青森方面       |

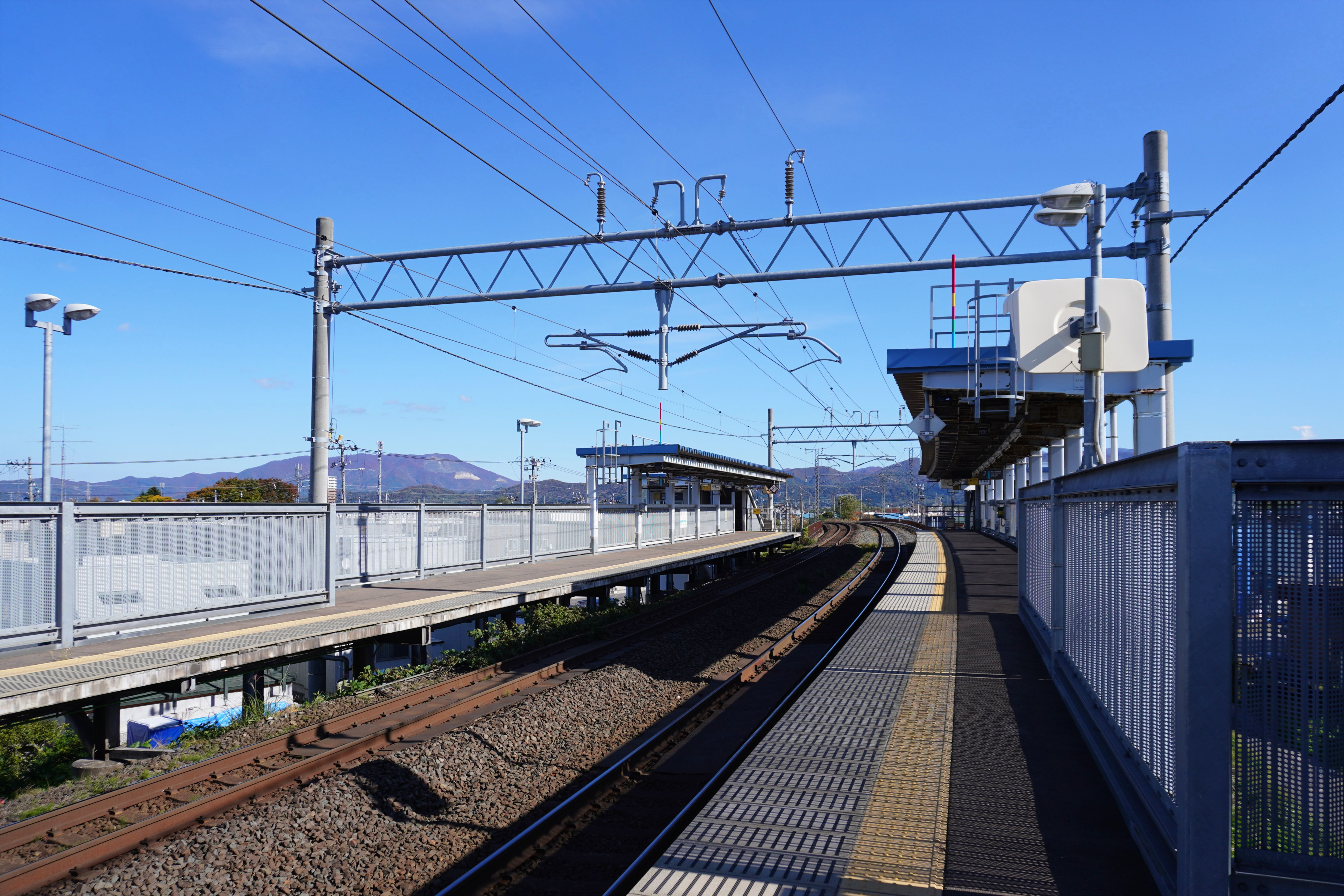
ホーム（2023年10月）

## 利用状況
- 青い森鉄道 - 2018年度の1日平均乗車人員は、795人[10]であり、開業以来順調な利用増加を見せている。参考として、2017年度の1日平均乗降人員は、1,492人[11]であった。

| 乗車人員推移 | 乗車人員推移    |
| 年度         | 1日平均乗車人員 |
| ------------ | --------------- |
| 2013         | 374             |
| 2014         | 392             |
| 2015         | 465             |
| 2016         | 560             |
| 2017         |                 |
| 2018         | 795             |

## 駅周辺
当駅は青森県道40号青森田代十和田線および青森県道27号青森浪岡線と青い森鉄道線の高架が交差する付近にあり、青森市営バス停留所の「下筒井」と「筒井駅前（旧名：筒井中学校前）」の中間に当たる。
また、近隣には青森県立青森高等学校があるが、本駅が開業するまではバス・自転車利用もしくは2km以上離れた東青森駅からアクセスする必要があった。
- 青森県立青森高等学校
- 青森市立筒井中学校
- 青森市立筒井小学校

## 隣の駅
青い森鉄道
■青い森鉄道線
東青森駅 - 筒井駅 - （青森信号場） - 青森駅